# Dendroaspis polylepis
La mamba negra (Dendroaspis polylepis) es una especie de serpiente de la familia Elapidae extremadamente venenosa que habita en diversas zonas del África subsahariana. Descrita formalmente por Albert Günther en 1864, es la segunda serpiente venenosa de mayor tamaño, después de la cobra real; aunque hay informes de ejemplares de algo más de cuatro metros, los adultos normalmente miden entre dos y tres metros. El color de su piel varía de gris a marrón oscuro; los ejemplares jóvenes tienden a ser más pálidos que los adultos y se oscurecen con la edad.
La especie es tanto terrestre como arborícola; habita en sabanas, zonas boscosas, laderas rocosas y, en algunas regiones, bosques densos. Es de hábitos diurnos y se alimenta de aves y pequeños mamíferos. Sobre superficies favorables, puede moverse a velocidades de hasta 20 km/h en distancias cortas. Las adultas tienen pocos depredadores naturales.
En actitud de amenaza generalmente abre la boca, de color negro azulado en el interior (característica que le da su nombre común), extiende su estrecho cuello y a veces sisea. Es capaz de atacar a una distancia considerable y puede producir varias mordeduras en rápida sucesión. Su veneno está compuesto principalmente de neurotoxinas que a menudo provocan síntomas en diez minutos y con frecuencia es mortal para los humanos a menos que se administre un antisuero. A pesar de su reputación como una especie temible y sumamente agresiva, solo ataca a los humanos si se siente amenazada o acorralada. En la Lista Roja de Especies Amenazadas de la Unión Internacional para la Conservación de la Naturaleza (UICN) está clasificada como especie bajo preocupación menor.

## Taxonomía
La primera descripción formal de esta especie fue realizada en 1864 por el zoólogo británico de origen alemán Albert Günther. Una de las muchas especies de serpientes recogidas por John Kirk, un naturalista que acompañó a David Livingstone en la Segunda Expedición al río Zambeze de 1858-1864, fue un ejemplar de mamba negra. Este espécimen es el holotipo de la especie y se encuentra en el Museo de Historia Natural de Londres. El nombre científico de la especie está formado por el genérico Dendroaspis, que deriva del griego dendron (δένδρον), 'árbol' y aspís (ἀσπίς) 'áspid', y el específico polylepis del griego poly (πολύ) 'muchos' y lepis (λεπίς) 'escama'. El nombre común en español «mamba» deriva del inglés mamba y este del bantú imamba 'escamas'. En Tanzania, un nombre local en lengua ngindo (una variante del bantú) es ndemalunyayo 'cortador de hierba' porque supuestamente corta el pasto.
En 1873 el naturalista alemán Wilhelm Peters describió Dendraspis antinorii a partir de un espécimen existente el museo de Génova que había sido recogido por el explorador italiano Orazio Antinori en lo que actualmente es el norte de Eritrea, que posteriormente se clasificó como una subespecie, pero que en la actualidad no se considera distinta. En 1896 el zoólogo anglo-belga George Albert Boulenger incluyó la mamba verde oriental (Dendroaspis angusticeps) en Dendroaspis polylepis, un agrupamiento que permaneció vigente hasta 1946, cuando la herpetóloga sudafricana Vivian FitzSimons volvió a desglosarlas en especies distintas. Un análisis genético de 2016 mostró que la mamba negra y la verde oriental son los parientes más cercanos de una y otra y están más alejadas de la mamba de Jameson (Dendroaspis jamesoni).

## Descripción

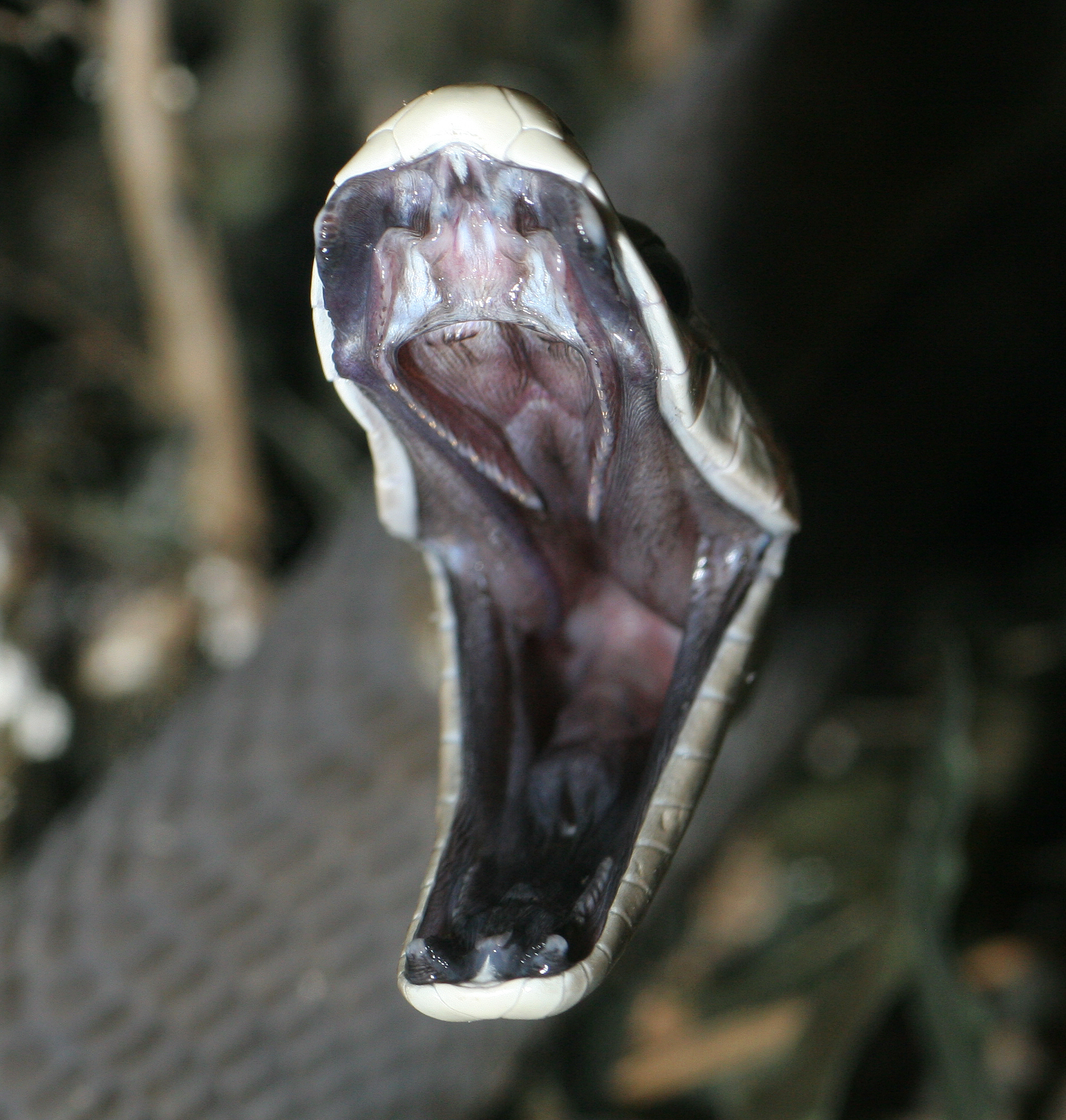
Cuando se ven amenazadas abren la boca, de un color negro azulado intenso en su interior, que le da su nombre común.

Tiene un cuerpo cilíndrico, largo y delgado, la cabeza en forma de sarcófago, con una cresta frontal ligeramente pronunciada y ojos de tamaño medio. Los adultos tienen una longitud media de 2 a 3 m, aunque hay informes de ejemplares de entre 4,3 y 4,5 m. Es la segunda especie de serpiente venenosa de mayor tamaño, solo superada en longitud por la cobra real (Ophiophagus hannah). Colmillos proteroglifos (en la parte delantera de la boca) de hasta 6,5 mm de longitud, situados en la parte anterior del maxilar superior. La cola es larga y delgada, las vértebras caudales representan entre el 17 y el 25 % de su longitud corporal. Pesa unos 1,6 kg, aunque un estudio realizado con siete ejemplares dio como resultado un peso medio de 1,03 kg, que fue desde los 520 g de un ejemplar de 1,01 m de y los 2,4 kg de uno de 2,57 m de longitud total.
Su color es muy variable: verde oliva, marrón amarillento, caqui o gris plomizo, pero rara vez son de color negro, aunque algunos ejemplares de edad avanzada son de color más oscuro y a distancia pueden parecer negros. Ocasionalmente muestran manchas oscuras que pueden formar franjas oblicuas a los lados. La zona ventral es de color blanco grisáceo. Las serpientes jóvenes son de color claro, generalmente grises o verde claro, y van oscureciendo a medida que se hacen adultas. El interior de la boca es de color gris azulado muy oscuro hasta casi negro, aunque se pueden encontrar ejemplares con una boca de color claro. Los ojos varían entre el marrón grisáceo y los tonos negros; la pupila está rodeada de un color blanco plateado o amarillo.
El número y disposición de las escamas de las serpientes en el cuerpo son un elemento clave para la identificación a nivel de especie. La disposición de las escamas de la cabeza, cuerpo y cola de la mamba negra es la siguiente: dorsal a paraventral: 23-25 (raramente 21); ventral: 248-281; subcaudal: 109-132 (emparejada); placa anal: dividida; supralabial: 7-8; supralabial a ojos: 4.ª (3.ª y 4.ª); preocular: 3 (ocasionalmente 4); postocular: 3-4 (ocasionalmente 2-5); infralabial: 11-13 (ocasionalmente 10-14); temporal: 2+3 (variable).

## Distribución y hábitat

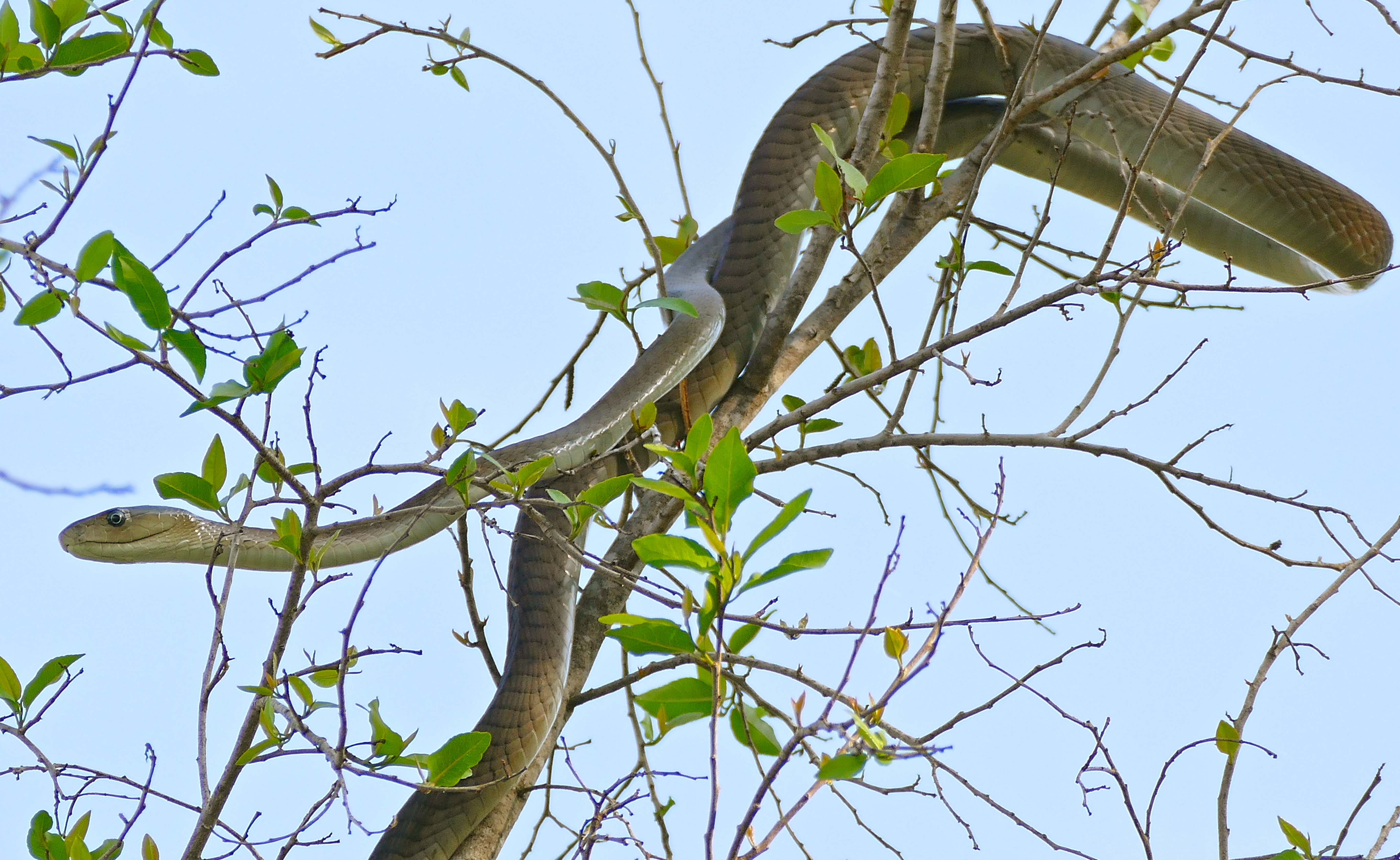
Ejemplar joven en un árbol, Parque nacional Kruger, Sudáfrica.

Vive en una extensa zona del África subsahariana; su área de distribución incluye Burkina Faso, Camerún, República Centroafricana, República Democrática del Congo, Sudán del Sur, Etiopía, Eritrea, Somalia, Kenia, Uganda, Tanzania, Burundi, Ruanda, Mozambique, Suazilandia, Malaui, Zambia, Zimbabue, Botsuana, Sudáfrica, Namibia y Angola. Su distribución en zonas del África Occidental ha sido cuestionada. En 1954 se registró en el área senegalesa de Dakar; esta observación, y una posterior que identificó un segundo espécimen en la región en 1956, no ha sido confirmada, por lo que su distribución en esta zona no es concluyente.
Prefiere ambientes moderadamente secos como bosques poco densos y de matorrales, zonas rocosas y sabanas semiáridas. También habita en sabanas húmedas y bosques de tierras bajas. No es frecuente encontrarla en altitudes superiores a 1000 m, aunque su distribución incluye localizaciones a 1800 m en Kenia y 1650 en Zambia.
Está clasificada como especie bajo preocupación menor (LC) en la Lista Roja de Especies Amenazadas de la Unión Internacional para la Conservación de la Naturaleza (UICN), debido a su extensa área de distribución en el África subsahariana y a que no se ha documentado una disminución en su población.

## Comportamiento

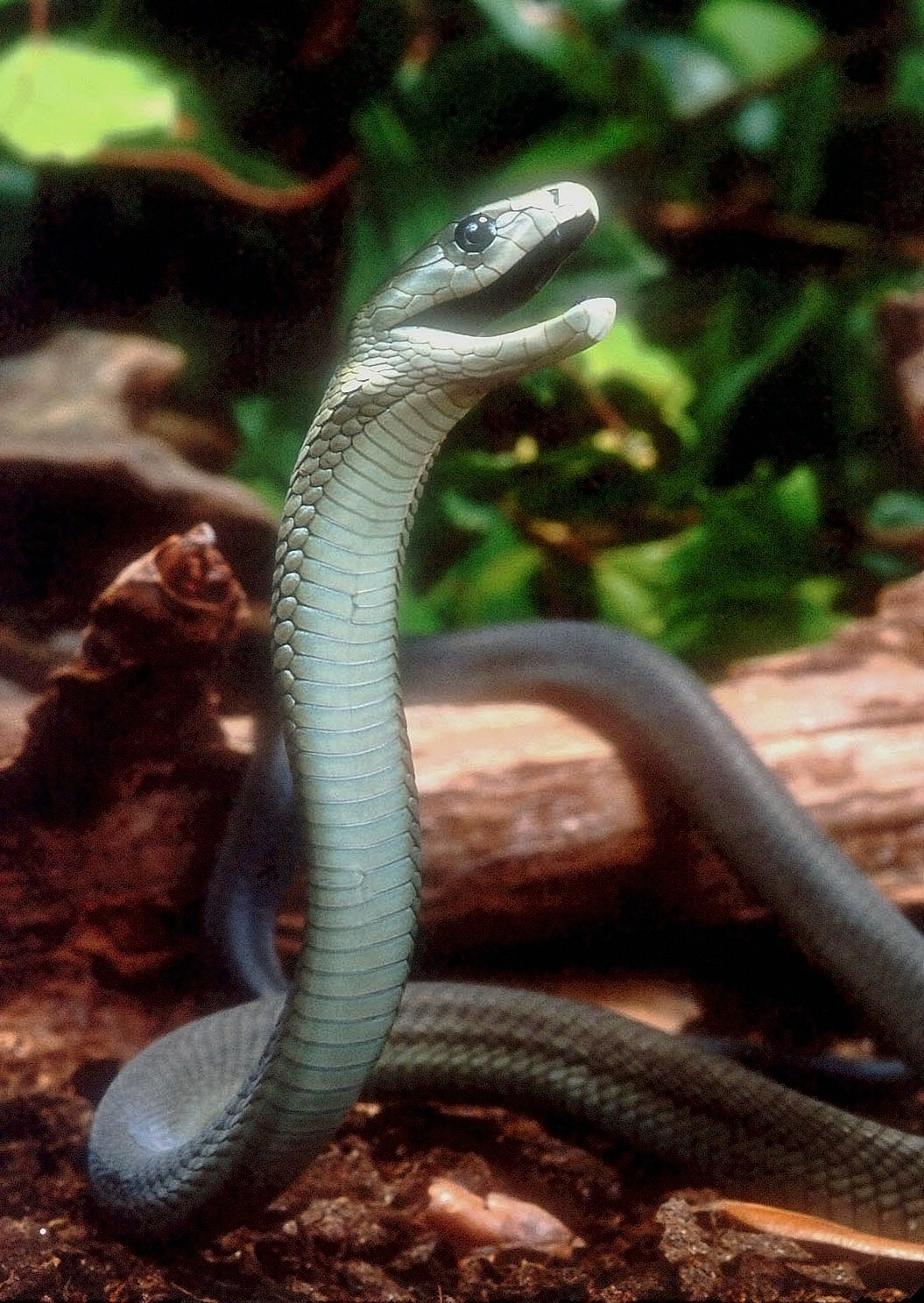
Mamba negra en posición defensiva.

Es una especie de hábitos tanto terrestre como arborícola. En el suelo se desplaza con la cabeza y el cuello levantados, y normalmente utiliza montículos de termitas, madrigueras abandonadas, grietas en las rocas y resquicios de los árboles como refugio. Pueden subir a un árbol con rapidez. Se mueven en su propio territorio, de una extensión que varía dependiendo de las características de su hábitat y la densidad de presas, pero no están consideradas especialmente territoriales. Son diurnas; en Sudáfrica, un estudio mostró que toman el sol entre las 7 y las 10 de la mañana y de nuevo entre las 2 y las 4 de la tarde; pueden regresar cada día al mismo lugar para tomar el sol.
Inquieta y a menudo impredecible, es ágil y puede moverse con rapidez; puede alcanzar una velocidad moderadamente alta, llegando a alcanzar 16-20 km/h. En la naturaleza, las mambas negras rara vez toleran que los humanos se acerquen a menos unos cuarenta metros. Cuando se sienten amenazadas, se refugian entre la maleza o en un agujero. Si se les hace frente por lo general despliegan una demostración de advertencia, con la boca abierta y moviendo la lengua; también suele sisear y extender una capucha en el cuello similar, aunque más pequeño, al de las cobras.
Durante la exhibición de la amenaza, cualquier movimiento repentino del intruso puede provocar que la serpiente responda con una serie de ataques rápidos, causando un envenenamiento grave. Su tamaño y su capacidad para levantar la cabeza a gran distancia del suelo le permite lanzar hasta un 40 % de su longitud corporal hacia arriba, por lo que las mordeduras de mamba a los seres humanos pueden producirse en la parte superior del cuerpo. A pesar de su reputación de animal de gran agresividad, es una serpiente que solo ataca si es provocada y ante amenazas que le impiden el movimiento o la posibilidad de retroceder a su guarida.

### Reproducción y ciclo vital

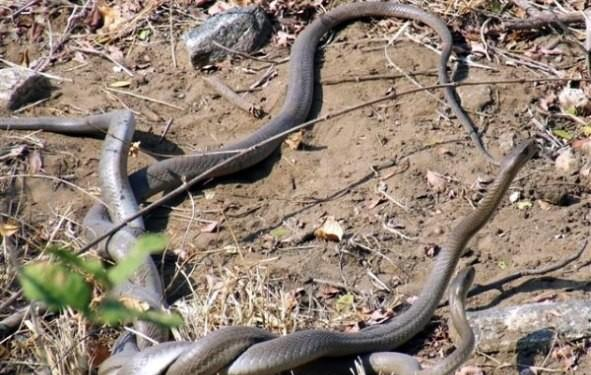
Machos enfrentándose para ganarse su derecho al apareamiento.

La temporada de reproducción se extiende de septiembre a febrero, tras el descenso de la temperatura que tiene lugar de abril a junio. Los machos rivales compiten entre ellos, tratando de someter a los demás entrelazando sus cuerpos y luchando con el cuello. Algunos observadores han confundido estos enfrentamientos entrelazando los cuerpos con el cortejo. Durante el apareamiento, el macho se desliza sobre el dorso de la hembra mientras mueve la lengua. La hembra indicará que está lista para aparearse levantando la cola y manteniéndose quieta. Entonces el macho se enrollará en torno al extremo posterior de la hembra y alineará su cola ventrolateralmente con la de la hembra. La cópula puede durar más de dos horas y la pareja permanece inmóvil, salvo los ocasionales espasmos del macho.
Como la mayoría de las serpientes, la mamba negra es ovípara. El período de gestación es de 80-90 días; la hembra pone una nidada de 6-17 huevos; los huevos tienen forma ovalada alargada, por lo general de 60-80 mm de largo y 30-36 mm de diámetro. Cuando eclosionan, las crías miden entre 40 y 60 cm de longitud. Pueden crecer con rapidez, alcanzando los 2 m a partir de su primer año de vida. Los jóvenes son muy inquietos y pueden ser tan mortales como los adultos. Existen registros de que en cautividad puede vivir hasta 11 años, aunque probablemente pueda vivir más tiempo.

### Alimentación

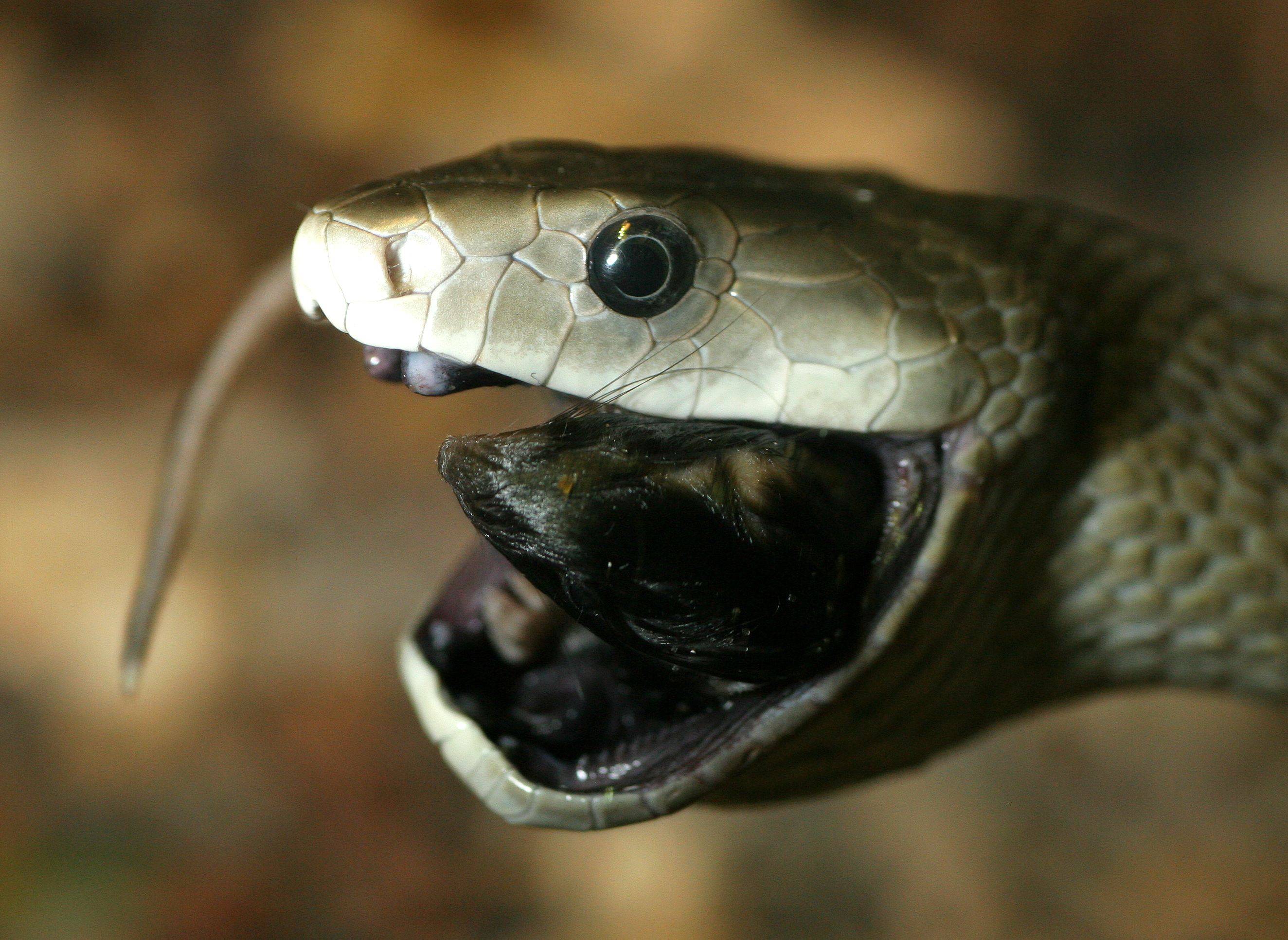
Mamba negra tragando una presa.

Suele cazar desde una guarida permanente, a la que regresa regularmente si no detecta ninguna alteración en el entorno. Se alimenta principalmente de pequeños vertebrados como aves, sobre todo polluelos, y pequeños mamíferos como ardillas y damanes. Generalmente prefieren presas de sangre caliente, pero también pueden alimentarse de otras serpientes. En un estudio realizado en el área de Transvaal de Sudáfrica, casi todas las presas registradas eran bastante pequeñas y de un tamaño similar, consistentes principalmente en roedores y mamíferos pequeños y crías, así como aves paseriformes, que se estima que pesan solo entre el 1,9 y el 7,8 % de la masa corporal de la mamba. Sin embargo hay relatos indicado que las grandes mambas negras pueden a veces atacar, con poca frecuencia, a presas grandes como el damán de El Cabo (de tamaño similar a una liebre), y en algunos idiomas tribales, su nombre significa «cazador de damanes». La mamba negra no se aferra a su presa después de morderla, sino que la libera y espera a que sucumba a la parálisis antes de tragarla. Su potente sistema digestivo puede digerir completamente a la presa entre ocho y diez horas.

### Predadores
Los humanos, debido al temor que provocan, matan estas serpientes por miedo a su mordedura, no para comerlas. Debido a su potente veneno, las mambas negras adultas tienen pocos predadores naturales aparte de las aves rapaces. Se ha comprobado que águilas culebreras como la culebrera sombría (Circaetus cinereus) y la culebrera pechinegra (Circaetus pectoralis) cazan mambas adultas.
Sin embargo las jóvenes tienen más predadores, como la serpiente de El Cabo (Mehelya capensis), que es inmune a su veneno y puede cazar ejemplares lo suficientemente pequeños para poder tragárselos, o las mangostas, relativamente inmunes a su veneno y lo suficientemente rápidas para evitar que les pique, también pueden cazar ocasionalmente ejemplares jóvenes, al igual que el tejón melero (Mellivora capensis). Se cree que el mecanismo de resistencia a su mordedura que utilizan estos dos mamíferos es que sus receptores nicotínicos musculares no se unen a las alfa-neurotoxinas de la serpiente. También se han encontrado restos de mambas negras en el contenido estomacal de cocodrilos del Nilo (Crocodylus niloticus). Hay constancia de que las mambas jóvenes del Serengeti son presa del cálao terrestre sureño (Bucorvus leadbeateri), el búho moro (Asio capensis) y el alimoche sombrío (Necrosyrtes monachus).

## Veneno e incidencia en humanos

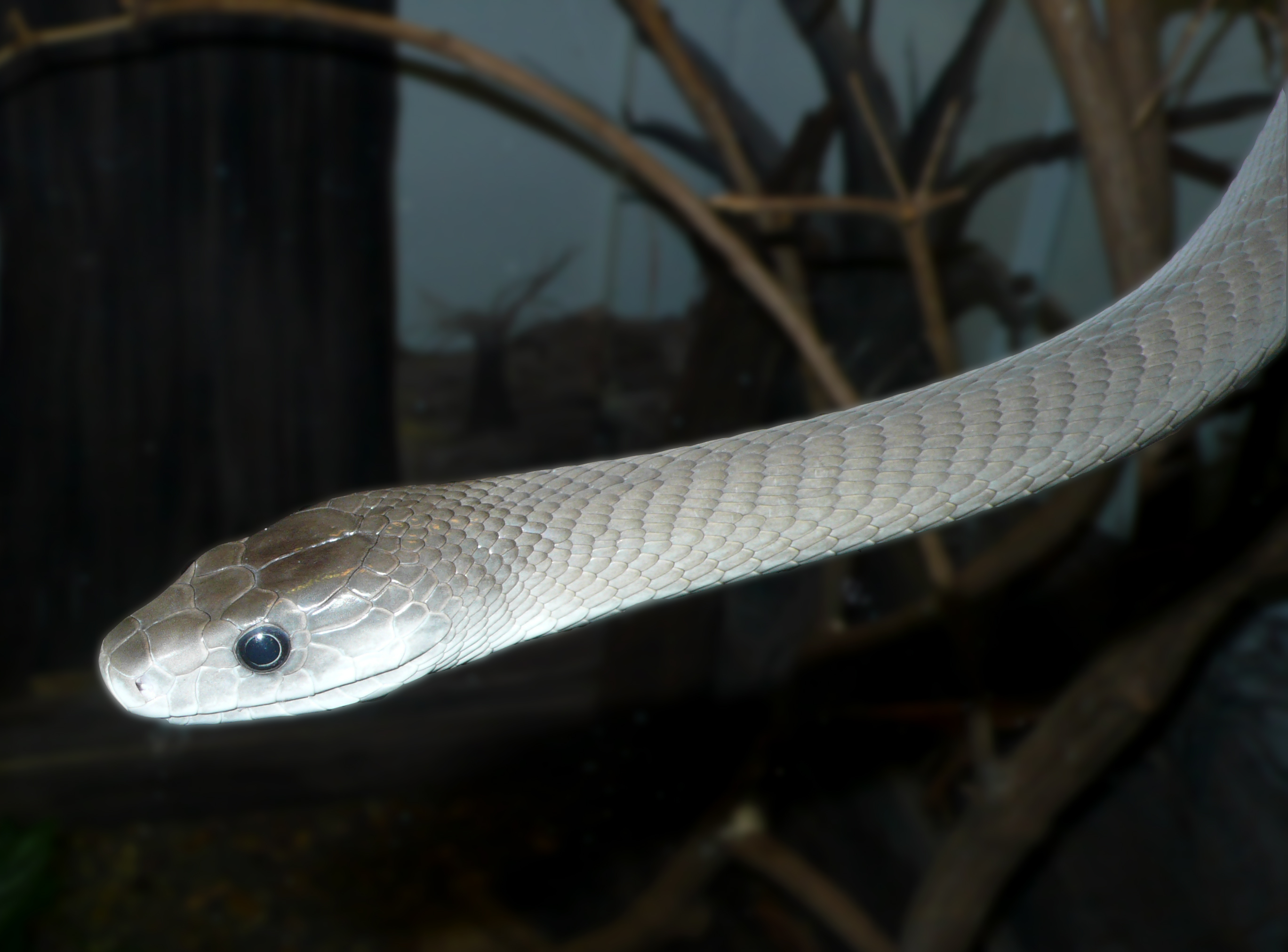
Mamba negra (Dendroaspis polylepis)

La mamba negra es la serpiente más temida en África por su tamaño, velocidad de ataque y por la toxicidad y rapidez de aparición de los síntomas tras una mordedura; está clasificada como una serpiente de extremada importancia médica por la Organización Mundial de la Salud (OMS). Un estudio realizado en Sudáfrica entre 1957 y 1979 registró 2553 mordeduras de serpientes venenosas, 75 de las cuales fueron confirmadas como causadas por mambas negras; de estos 75 casos, 63 tenían síntomas de envenenamiento sistémico y 21 murieron. Las personas que fueron mordidas antes de 1962 recibieron un antisuero polivalente que no tuvo efecto en el veneno de la mamba negra, y 15 de las 35 personas que recibieron el antisuero murieron. En 1962 se introdujo un antisuero específico para la mamba, al que siguió uno totalmente polivalente en 1971. Durante este período, 5 de cada 38 personas mordidas por mambas negras y que recibieron antisuero murieron. Un censo en las zonas rurales de Zimbabue realizado entre 1991 y 1992 detectó 274 casos de mordedura de serpiente, de los cuales 5 murieron; 15 de los casos se confirmaron como de mambas negras, de los cuales 2 murieron. El período de mayor mortalidad es la temporada de reproducción de la especie, de septiembre a febrero, durante la cual son las más irritables. Las mordeduras son muy raras fuera de África; las víctimas habituales son los que se dedican a manipular serpientes y los aficionados.
A diferencia de muchas especies de serpientes venenosas, su veneno no contiene enzimas proteasas. Sus mordeduras generalmente no causan hinchazón o necrosis local y el único síntoma inicial puede ser una sensación de hormigueo en la zona de la mordedura. La serpiente tiende a morder varias veces y soltarse, por lo que puede haber múltiples heridas de punción. Su mordedura puede liberar un promedio de 100-120 mg de veneno; la dosis máxima registrada es de 400 mg. La dosis letal media (DL50) en ratones administrada por vía intravenosa se ha calculado entre 0,32 y 0,33 mg/kg. Aunque hay algunos casos de curación sin tratamiento, antes de la existencia de los antisueros las mordeduras casi siempre resultaban mortales.
El veneno contiene fundamentalmente neurotoxinas y los síntomas se manifiestan por lo general al cabo de diez minutos. Entre los primeros signos neurológicos que indican envenenamiento grave están un regusto metálico, ptosis palpebral y síntomas graduales de parálisis bulbar (afecta a las neuronas motoras inferiores del tallo cerebral); otros síntomas neurológicos pueden ser miosis, visión borrosa o reducida, parestesia, disartria, disfagia, disnea, dificultad para controlar la saliva, pérdida de reflejo faríngeo, fasciculaciones, ataxia, vértigo, somnolencia y pérdida de la conciencia y parálisis respiratoria. Otros síntomas más generales pueden ser náuseas y vómitos, dolor abdominal, diarrea, sudoración, salivación, piel de gallina y ojos rojos. La mordedura de una mamba negra puede colapsar a un ser humano en 45 minutos o menos. Sin el tratamiento con un antisuero apropiado, los síntomas generalmente avanzan hasta una insuficiencia respiratoria que lleva al colapso cardiovascular y a la muerte, por lo general en entre siete y quince horas.
En 2015 se analizó y publicó el proteoma (perfil proteico completo) del veneno de la mamba negra, que mostró un nucleósido y cuarenta y una proteínas distintas. Su veneno está compuesto por dos familias principales de agentes tóxicos, las dendrotoxinas (I y K) y, en una proporción ligeramente inferior, las toxinas de tres dedos. Las dendrotoxinas una clase de neurotoxinas, similares a los inhibidores de la proteasa tipo Kunitz. Entre los componentes de las toxinas de tres dedos están alfa-neurotoxinas, cardiotoxinas, fasciculinas y mambalguinas. Los componentes más tóxicos son las alfa-neurotoxinas, que se unen a los receptores nicotínicos de acetilcolina bloqueando subtipos concretos de canales de potasio regulados por voltaje en las neuronas, incrementando la liberación de acetilcolina en las uniones neuromusculares y causando bloqueo neuromuscular y parálisis. Las fasciculinas son inhibidores anticolinesterásicos que causan fasciculación muscular. El veneno tiene escasa o nula actividad hemolítica, hemorrágica o procoagulante. Las mambalginas actúan como inhibidores de los canales iónicos de detección de ácidos en el sistema nervioso central y periférico, causando un efecto inhibidor del dolor; se estudia el potencial como anestésico de este componente.
La composición del veneno de la mamba negra difiere notablemente de la de otras mambas, que contienen predominantemente agentes de toxinas de tres dedos. A diferencia de muchas especies de serpientes, su veneno tiene poco contenido de fosfolipasa A2.

### Tratamiento
Dado que su veneno contiene potentes neurotoxinas, de acción rápida y potencialmente letal, ante una mordedura de estas serpientes es necesario el traslado a un hospital o clínica tan pronto como sea posible. A diferencia de la mayoría de las mordeduras de serpientes venenosas, dada la característica neurotóxica del veneno de la mamba negra puede ser aconsejable la aplicación de un torniquete. En ocasiones se administra una vacuna antitetánica, aunque el tratamiento principal es la administración del antisuero apropiado. Un antisuero polivalente producido por el Instituto Sudafricano de Investigación Médica se utiliza para tratar las mordeduras de estas serpientes; en 2017 se inició el desarrollo de un tratamiento por el Instituto Clodomiro Picado de la Universidad de Costa Rica.